# Ethel Leginska

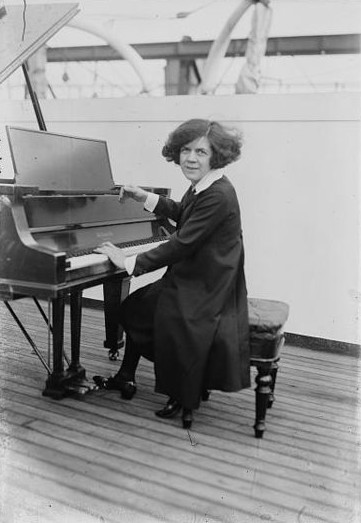
Ethel Leginska

Ethel Leginska (eigentlich Ethel Liggins; * 13. April 1886 in Hull; † 26. Februar 1970 in Los Angeles, Vereinigte Staaten) war eine englische Pianistin, Dirigentin und Komponistin.

## Leben
Ethel Liggins trat bereits im Alter von sechs Jahren öffentlich als Pianistin auf und debütierte im Alter von 16 Jahren in der Londoner Queen’s Hall. Sie studierte in Frankfurt am Main Hoch’schen Konservatorium bei James Kwast und in Wien drei Jahre bei Theodor Leschetizky. Auf Anraten der Sängerin Lady Maud Warrender legte sie sich den slawisch klingenden Namen Leginska zu. Nach erfolgreichen Tourneen durch Europa ging sie 1913 in die USA, wo sie in der New Yorker Aeolian Hall debütierte und bald von der New York Herald Tribune als „the Paderewski of women pianists“ gerühmt wurde.
Neben ihrer erfolgreichen Karriere als Konzertpianistin nahm Leginska seit 1914 Kompositionsunterricht bei Rubin Goldmark und Ernest Bloch; ihr erstes öffentlich aufgeführtes Werk war ein Streichquartett (1921), gefolgt von der sinfonischen Dichtung Beyond the Fields We Know (1922).
1923 ging Leginska nach London, um Orchesterleitung bei Eugène Aynsley Goossens zu studieren. Im Folgejahr arbeitete sie mit Robert Heger, dem Dirigenten der Bayerischen Staatsoper, in München und dirigierte eine Aufführung ihrer Orchestersuite Quatre sujets barbares. Im November 1924 dirigierte sie außerdem ein Konzert der Berliner Philharmoniker, bei dem sie sich auch als Pianistin und Komponistin vorstellte.
1925 debütierte sie als Dirigentin in den USA mit dem New York Symphony Orchestra in der Carnegie Hall. Im gleichen Jahr dirigierte sie als erste Frau die Hollywood Bowl. Sie ging dann nach Boston, wo sie das Boston Philharmonic Orchestra und 1926 das Women's Symphony Orchestra of Boston gründete, mit dem sie bis zu dessen Auflösung 1930 zwei Tourneen unternahm. 1930 dirigierte sie im Salzburger Festspielhaus Puccinis Madama Butterfly.
1932 gründete Leginska in New York ein zweites Frauenorchester, das National Women's Symphony Orchestra. Ende der 1930er Jahre lebte sie in London und Paris, bevor sie sich 1939 in Los Angeles niederließ. Dort gründete sie das Konzertbüro New Ventures in Music und wirkte als Klavierlehrerin. Zu ihren Schülern zählten unter anderem James Henry Fields, Daniel Pollack und Bruce Sutherland.
Von Leginska sind eine Reihe Schallplattenaufnahmen mit Werken von Schubert, Chopin, Liszt und Rachmaninow beim Label Columbia Records erhalten, die 2002 bei Ivory Classics als CDs neu erschienen sind.

## Werke
- String Quartet, 1921
- Beyond the Fields We Know, sinfonische Dichtung, 1922
- Quatre sujets barbares, Suite, 1924
- Fantasy for Piano and Orchestra, 1925
- Gale, Oper, 1935
- The Rose and the Ring, Oper, 1957